# Иван Бауер
Иван Бауер (Београд, 28. новембар 1967) српски је политичар, професор универзитета, ТВ водитељ и амбасадор.

## Биографија
Иван Бауер је завршио Математичку гимназију у Београду, а потом и Електротехнички факултет у Београду, смер Рачунарска техника и информатика. Магистрирао је, као студент генерације са просеком 10, на Факултету за економију, финансије и администрацију, Универзитета Сингидунум. Тема магистарског рада била му је „Монетарна политика: Европска централна банка и Народна банка Србије (пут конвергенције)“. Докторирао је на истом факултету на тему „Дигиталне маркетинг технике и перспектива њихове примене у Србији“. Тренутно је запослен као доцент на последипломским студијама на Универзитету Сингидунум, а истовремено је и народни посланик у Народној Скупштини Републике Србије, у којој представља Социјалдемократску партију Србије.
Иван Бауер је портпарол и члан председништва Социјалдемократске партије Србије. Говори енглески и италијански језик, а служи се шпанским. Био је први водитељ квиза Слагалица. Славу је стекао водећи квиз „Сам против свих“, најпопуларнији квиз у Србији у време када се емитовао на РТС 1. Коаутор је „Речника компјутерских термина“. Недавно му је, у издању Завода за уџбенике, изашла нова књига "Дигитални маркетинг“. За амбасадора Републике Србије у Краљевини Мароко именован је јула 2021. године.